# 徐玉書
徐玉書 （1909年—？），原名徐青光，嘉義市人，臺灣日治時期新文學作家。徐玉書曾加入「台灣文藝聯盟」，並且與一些嘉義地區的文友努力，成立「台灣文藝聯盟嘉義支部」，小說、新詩、隨筆均有寫作。

## 作品
徐玉書以中國白話文寫成的新詩作品〈別了！莊君〉、〈醒來吧！朋友〉、〈我底故鄉〉，收錄在李南衡主編的《日據下台灣新文學明集4：詩選集》；小說作品〈謀生〉、〈榮生〉，收錄在葉石濤與鍾肇政主編的《台灣文學全集：送報伕》。